# Steven Bradley
Steven Bradley (Glasgow, 17 marzo 2002) è un calciatore scozzese, attaccante dell'Hamilton Academical.

## Carriera
Bradley è cresciuto nel settore giovanile dei Rangers ma ha iniziato la sua carriera calcistica con il Queen's Park nel 2018 in quarta divisione.  Nel 2019 ha firmato un contratto di quattro anni con l'Hibernian ed il 12 dicembre 2020 ha debuttato in prima squadra nell'incontro di Scottish Premiership vinto 4-0 contro l'Hamilton Academical.
Il 6 settembre 2021 ha firmato un nuovo contratto con il club ed è passato in prestito all'Ayr Utd. Il 3 gennaio è stato richiamato e poco tempo dopo si è trasferito in Irlanda, sempre in prestito, al Dundalk.
Il 14 dicembre 2023 ha firmato un contratto di due anni e mezzo con il Livingston.

## Statistiche

### Presenze e reti nei club
Statistiche aggiornate al 15 maggio 2024.
| Stagione          | Squadra           | Campionato        | Campionato | Campionato | Coppe nazionali | Coppe nazionali | Coppe nazionali | Coppe continentali | Coppe continentali | Coppe continentali | Altre coppe | Altre coppe | Altre coppe | Totale | Totale | Totale |
| Stagione          | Squadra           | Comp              | Pres       | Reti       | Comp            | Pres            | Reti            | Comp               | Pres               | Reti               | Comp        | Pres        | Reti        | Pres   | Reti   |        |
| ----------------- | ----------------- | ----------------- | ---------- | ---------- | --------------- | --------------- | --------------- | ------------------ | ------------------ | ------------------ | ----------- | ----------- | ----------- | ------ | ------ | ------ |
| 2018-2019         | Queen's Park      | 3D                | 5          | 0          | CS+CdL          | 0               | 0               |                    | -                  | -                  | CC          | 0           | 0           | 5      | 0      |        |
| 2020-2021         | Hibernian         | SP                | 2          | 0          | CS+CdL          | 0+2             | 0               |                    | -                  | -                  | CC          | 0           | 0           | 4      | 0      |        |
| 2021-gen. 2022    | Ayr Utd           | 1D                | 13         | 2          | CS+CdL          | 1+1             | 0               |                    | -                  | -                  | CC          | 0           | 0           | 15     | 2      |        |
| gen. 2022         | Hibernian         | SP                | 1          | 0          | CS+CdL          | 0               | 0               |                    | -                  | -                  | CC          | 0           | 0           | 1      | 0      |        |
| 2022              | Dundalk           | PD                | 32         | 6          | CI+CdL          | 2+0             | 0               |                    | -                  | -                  |             | -           | -           | 34     | 6      |        |
| 2022-2023         | Livingston        | SP                | 16         | 1          | CS+CdL          | 2+0             | 2+0             |                    | -                  | -                  | CC          | 0           | 0           | 18     | 3      |        |
| 2023-2024         | Livingston        | SP                | 17         | 0          | CS+CdL          | 1+0             | 0               |                    | -                  | -                  | CC          | 0           | 0           | 18     | 0      |        |
| Totale Livingston | Totale Livingston | Totale Livingston | 33         | 1          |                 | 3               | 2               |                    | -                  | -                  |             | 0           | 0           | 36     | 3      |        |
| Totale carriera   | Totale carriera   | Totale carriera   | 86         | 9          |                 | 9               | 2               |                    | -                  | -                  |             | 0           | 0           | 95     | 11     |        |